# The Byrds
The Byrds là ban nhạc rock người Mỹ, được thành lập vào năm 1964 tại Los Angeles, California. Sau rất nhiều thay đổi thành viên, ban nhạc chỉ còn duy nhất Roger McGuinn (còn được biết tới dưới nghệ danh Jim McGuinn cho tới giữa năm 1967) là thành viên sáng lập cho tới khi tuyên bố tan rã vào năm 1973. Cho dù từng được sánh vai cùng The Beatles, The Beach Boys và The Rolling Stones với nhiều bản hit trong thập niên 1960, The Byrds chỉ mới được gần đây công nhận là một trong những nghệ sĩ có ảnh hưởng tới lịch sử nhạc rock. Âm nhạc của họ gắn liền với những phần hát bè hòa âm cùng với tiếng guitar Rickenbacker của McGuinn, vô cùng gần gũi với thị hiếu công chúng vào thời điểm đó và còn tiếp tục cuốn hút cho tới ngày nay.
Ở thuở ban đầu, ban nhạc chơi folk rock với album Mr. Tambourine Man (1965), ảnh hưởng lớn từ The Beatles cùng nhiều nghệ sĩ British Invasion khác vào thời điểm đó. Trong những năm tiếp theo, họ dần chuyển sang psychedelic rock và raga rock, nổi bật với ca khúc "Eight Miles High" và các album Fifth Dimension (1966), Younger Than Yesterday (1967) và The Notorious Byrd Brothers (1968). Album Sweetheart of the Rodeo (1968) được coi là một trong sản phẩm quan trọng khai sinh ra dòng nhạc country rock.
Năm thành viên sáng lập của The Byrds bao gồm Jim McGuinn (guitar lead, hát), Gene Clark (hát, sắc-xô), David Crosby (guitar nền, hát), Chris Hillman (bass, hát) và Michael Clarke (trống). Tuy nhiên đội hình này chỉ tồn tại được tới giữa năm 1966 khi Clarke mắc chứng trầm cảm và dần tách rời khỏi hoạt động chung. Họ vẫn cùng nhau tiếp tục chơi nhạc cho tới cuối năm 1967 cho dù Clarke và Crosby đều đã chính thức chia tay nhóm. Ban nhạc quyết định tuyển thêm các thành viên mới, trong đó có Gram Parsons, nhưng tới năm 1968, Parsons rồi cả Hillman cũng rời nhóm. Từ năm 1968 tới năm 1973, McGuinn vẫn cố gắng duy trì hoạt động của ban nhạc khi mời Clarence White cùng nhiều nghệ sĩ khác. McGuinn quyết định giải tán toàn bộ đội hình vào năm 1973 nhằm tái hợp đội hình gốc ban đầu. The Byrds cho phát hành cuối cùng vào tháng 3 năm 1973 trước khi tuyên bố chính thức tan rã không lâu sau đó.
Các cựu thành viên của The Byrds hầu hết đều có sự nghiệp âm nhạc thành công, có thể kể tới các siêu ban nhạc Crosby, Stills, Nash & Young, The Flying Burrito Brothers hay The Desert Rose Band. Cuối thập niên 1980, Gene và Michael cùng nhau tổ chức tour dưới tên The Byrds, tạo điều kiện cho McGuinn, Crosby và Hillman cùng tham gia. Cả năm người sau đó đã cùng nhau trình diễn loạt chương trình tái hợp ban nhạc trong năm 1989 và 1990 và thu âm 4 ca khúc mới. Năm 1991, ban nhạc được xướng tên tại Đại sảnh Danh vọng Rock and Roll, và đó cũng là lần cuối cùng cả năm thành viên sáng lập cùng nhau đứng trên sân khấu. Gene Clark qua đời vì trụy tim vào cuối năm 1991, trong khi Michael Clarke qua đời vì tràn dịch màng phổi vào năm 1993.

## Thành viên
Thành viên sáng lập
- Roger McGuinn – guitar lead, banjo, chỉnh âm Moog, hát (1964–73, 1989–91, 2000)
- Gene Clark – sắc-xô, guitar nền, harmonica, hát (1964–66, 1967, 1972–73, 1991)
- David Crosby – guitar nền, hát (1964–67, 1972–73, 1989–91, 2000)
- Michael Clarke – trống (1964–67, 1972–73, 1991)
- Chris Hillman – bass, guitar nền, mandolin, hát (1964–68, 1972–73, 1989–91, 2000)

Thành viên thay thế
- Kevin Kelley – trống (1968)
- Gram Parsons – guitar nền, piano, organ, hát (1968)
- Clarence White – guitar lead, mandolin, hát (1968–73)
- Gene Parsons – trống, banjo, harmonica, pedal steel guitar, guitar nền, hát (1968–72)
- John York – bass guitar, hát (1968–69)
- Skip Battin – bass, piano, hát (1969–73)

## Danh sách đĩa nhạc
- Mr. Tambourine Man (1965)
- Turn! Turn! Turn! (1965)
- Fifth Dimension (1966)
- Younger Than Yesterday (1967)
- The Notorious Byrd Brothers (1968)
- Sweetheart of the Rodeo (1968)
- Dr. Byrds & Mr. Hyde (1969)
- Ballad of Easy Rider (1969)
- (Untitled) (1970)
- Byrdmaniax (1971)
- Farther Along (1971)
- Byrds (1973)